# Periclimenes americanus
Periclimenes americanus är en kräftdjursart som först beskrevs av Kingsley 1878.  Periclimenes americanus ingår i släktet Periclimenes och familjen Palaemonidae. Inga underarter finns listade i Catalogue of Life.